# Andrew Hamilton (abogado)
Andrew Hamilton (c. 1676-4 de agosto de 1741) fue un abogado escocés en las Trece Colonias (actual Nordeste de Estados Unidos), donde finalmente se instaló en Filadelfia. Fue conocido por su victoria legal en nombre del impresor y editor de periódicos John Peter Zenger. Su participación en la decisión de 1735 en Nueva York ayudó a establecer que la verdad es una defensa ante una acusación de difamación. Su elocuente defensa concluyó diciendo que la prensa tiene "la libertad tanto de exponer como de oponerse al poder tiránico hablando y escribiendo la verdad".
Se dice que su éxito en este caso inspiró el término "abogado de Filadelfia", que significa un abogado particularmente hábil e inteligente. Su propiedad en Filadelfia, conocida como Bush Hill, fue heredada por su hijo William Hamilton. Este la arrendó para usarla como la casa del vicepresidente durante los años en que la ciudad fue la capital temporal de los Estados Unidos.

## Inmigración a Virginia
Se cree que nació en Escocia hacia 1676, aunque Hamilton no habló sobre su ascendencia, carrera o nombre en el Viejo Mundo. En un momento lo llamaron Trento, aunque volvió a su nombre de Hamilton cuando Ana de Gran Bretaña subió al trono en 1702. En su discurso ante la Asamblea de Pensilvania en 1739 habló de "la libertad, cuyo amor me atrajo al principio, así que constantemente me convenció de residir en esta provincia, aunque con perjuicio manifiesto de mi fortuna". Hamilton era probablemente su nombre real, pero por razones privadas consideró oportuno descartarlo por un tiempo (posiblemente debido a la participación de su familia en la Revolución Gloriosa y el Levantamiento jacobita de 1689).
Alrededor de 1697, Hamilton llegó al condado de Accomac, donde continuó sus estudios de derecho y enseñó en una escuela clásica. Más tarde encontró empleo como mayordomo de una plantación propiedad de Joseph Preeson, uno de sus antiguos alumnos. Después de la muerte de Preeson en 1705, Hamilton continuó trabajando en la finca de Preeson El 6 de marzo de 1706, se casó con la viuda de Preeson, Ann, hija de Thomas y Susanna Denwood Brown, que eran miembros de una prominente familia cuáquera. Se dice que el matrimonio trajo a Hamilton conexiones influyentes y comenzó a ejercer la abogacía.
Dos años después de su matrimonio, el 26 de marzo de 1708, Hamilton le compró a John Toads una propiedad de 600 acres en Maryland conocida como "Henberry". Estaba ubicada en el lado norte del río Chester en el condado de Kent. (La ciudad de Millington se desarrolló más tarde en la tierra de Henberry). Hamilton también mantuvo una residencia en Virginia, ya que atrajo clientes de ambas colonias.

## Inicios
En 1712, a la edad de 36 años, Hamilton estableció una reputación en Chestertown, con una lucrativa práctica legal. Ese año viajó a Londres para ganar prestigio en su profesión. El 27 de enero de 1712, se unió a Gray's Inn, una de las cuatro sociedades de abogados de Londres. Dos semanas después, el 10 de febrero, fue citado ante el Colegio de Abogados de Inglaterra. A finales de año, durante el invierno de 1712 a 1713, William Penn contrató a Hamilton en un caso reivindicativo contra Berkeley Codd. Codd disputó algunos de los derechos de Penn bajo su concesión del duque de York, quien más tarde se convertiría en Jacobo II de Inglaterra. Esto inició la larga y amistosa relación entre Hamilton y la familia Penn.
Su viaje a Londres y su trabajo continuo en Pensilvania, especialmente con la familia Penn, le dieron protagonismo a Hamilton. Llamó la atención tanto de la familia de Baltimore como del gobierno de la colonia de Maryland. En abril de 1715, fue elegido diputado a la Cámara de Delegados de Maryland del condado de Kent. Mientras Hamilton presentaba casos ante la Corte Suprema de Pensilvania el 29 de abril de 1715, no se enteró de su selección hasta su regreso a Maryland el 5 de mayo de 1715. Hamilton prestó juramento, prueba y abjuración el día de su regreso. 
Colocado en el Comité de Leyes, Hamilton fue acusado de la organización y codificación de las leyes judiciales de la colonia de Maryland. El 14 de mayo de 1715, Hamilton había ayudado a elaborar una serie de leyes que se convirtieron en la Ley de 1715. Esta Ley formaría la base de la ley de Maryland hasta la Guerra de Independencia.
En algún momento durante 1715, Hamilton se mudó a Filadelfia. Él y su familia ocuparon Clark Hall, propiedad de William Clark Jr. y Rebecca Clark, y administrado por su pariente Clement Plumsted. Estaba ubicado en la esquina de las calles Tercera y Chestnut.
El 7 de septiembre de 1717, Hamilton fue nombrado fiscal general de Pensilvania por el gobernador William Keith.

### Caso Zenger
La gloria suprema de la carrera de Hamilton fue su defensa de John Peter Zenger en 1735, que emprendió pro bono. Zenger era un impresor en la ciudad de Nueva York. En su periódico, Zenger había afirmado que los jueces fueron desplazados arbitrariamente y se erigieron nuevos tribunales, sin el consentimiento de la legislatura, mediante los cuales se eliminaron los juicios con jurado cuando el gobernador así lo dispuso. El fiscal general lo acusó del delito de difamación sediciosa, y los abogados de Zenger, James Alexander y William Smith, objetando la legalidad de las comisiones del juez, fueron eliminados de la lista de abogados. En este punto, ningún abogado de Nueva York podía tomar el caso.
La comerciante Mary Spratt Alexander le sugirió a su esposo James Alexander que le pidiera a su colega Andrew Hamilton, con quien mantenía correspondencia regular, y que estaba fuera del alcance de la influencia del juez, que fuera a Nueva York para defender a Zenger. Mary Alexander luego viajó a Filadelfia para entrevistar a Hamilton y brindarle los hechos del caso. Se cree que ella y su esposo fueron los primeros inversores del New York Weekly Gazette.
Hamilton temía que el abogado, que posteriormente había sido designado por el tribunal, pudiera sentirse intimidado por el tribunal, a la cabeza del cual estaba el presidente del Tribunal Supremo De Lancey, miembro del consejo del gobernador. Fue voluntariamente a Nueva York y compareció en el caso en nombre de Zenger. Admitió que Zenger había impreso y publicado el artículo, pero avanzó la doctrina, novedosa en ese momento, de que la verdad de los hechos en la supuesta difamación podría establecerse como defensa. Dijo que en este procedimiento, el jurado eran jueces tanto de la ley como de los hechos.
La oferta de pruebas para demostrar la veracidad de las declaraciones de Zenger fue rechazada, pero Hamilton apeló al jurado para encontrar o reconocer a partir de las pruebas de su vida cotidiana que el contenido del artículo del acusado era cierto. Argumentó que la definición de difamación criminal, que no requería que las acusaciones fueran falsas, provenía de la odiada Star Chamber. Su elocuencia aseguró un veredicto de "no culpable".
El pueblo de Nueva York y de las demás colonias acogió con deleite el veredicto, ya que aseguraba la libre discusión de la conducta pública de los funcionarios públicos. Gouverneur Morris se refirió a Hamilton como "la estrella del día de la Revolución Americana". El consejo común de Nueva York aprobó una resolución agradeciéndole sus servicios y le otorgó la libertad de la ciudad. Además, un grupo de residentes prominentes contribuyó a la producción de una caja de oro de 5½ onzas que le fue entregada a Hamilton como una muestra duradera de su gratitud hacia él. Su fama se extendió a Inglaterra, y un relato del juicio pasó por cuatro ediciones allí en tres meses.

### Carrera posterior
El 12 de mayo de 1732, Thomas Penn, John Penn y Richard Penn, como propietarios de Pensilvania, firmaron una orden para crear una comisión. Esta orden estaba dirigida a figuras prominentes en la Pensilvania colonial y Filadelfia, incluido Hamilton, así como al gobernador Gordon, Isaac Norris, Samuel Preston y James Logan, Esquires, y a los caballeros James Steel y Robert Charles. La comisión, que debía estar compuesta por al menos tres o más de estas personas, recibió plenos poderes en nombre de los propietarios para "correr, marcar y trazar" cualquier límite entre Pensilvania y Maryland. Esto fue de acuerdo con el acuerdo firmado entre los hermanos Penn y Charles Calvert el 10 de mayo de 1732.
Desde 1736 hasta su muerte en 1741, Hamilton fue el mentor del joven Benjamin Chew, quien más tarde se convirtió en Fiscal General y Presidente del Tribunal Supremo de Pensilvania. Hamilton fue durante muchos años administrador de la oficina general de préstamos, la agencia de la provincia para la emisión de papel moneda. En 1737 fue nombrado juez del tribunal del vicealmirantazgo por el vicegobernador George Thomas, el único cargo que ocupaba en el momento de su muerte.

## Independence Hall

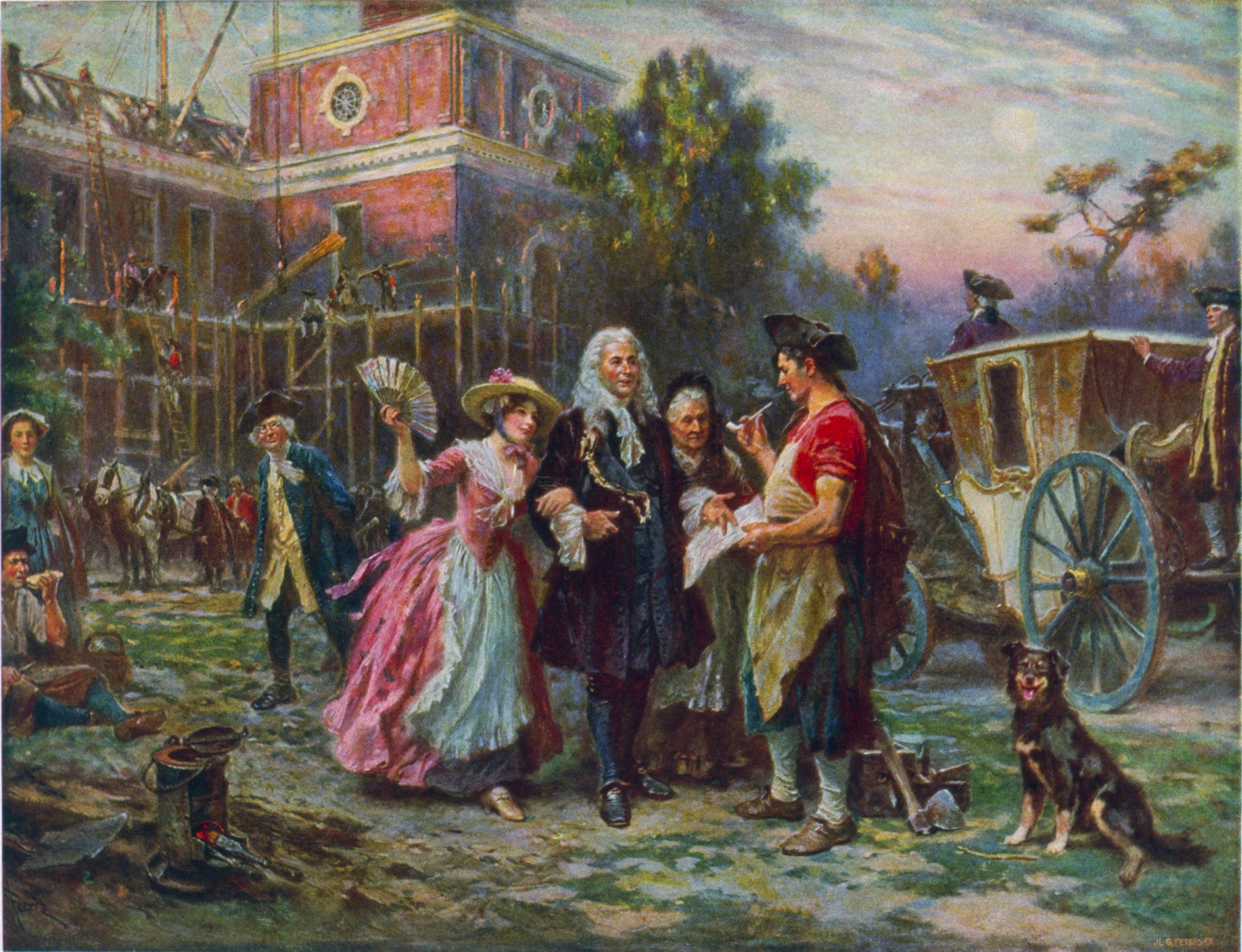
Construyendo la Cuna de la Libertad, de Jean Leon Gerome Ferris. Andrew Hamilton (centro), con dos mujeres en sus brazos, analiza los planes de construcción con un capataz durante la construcción del Independence Hall (que se muestra al fondo).

En la primavera de 1729, los ciudadanos de Filadelfia solicitaban la construcción de una casa estatal. Se recaudó una suma de dos mil libras para la propuesta. Andrew Hamilton, junto con Thomas Lawrence y John Kearsley, fueron designados a un comité para decidir sobre los planes para el edificio, seleccionar un sitio para la construcción y contratar contratistas. Hamilton, en compañía de su yerno, William Allen, compró el terreno ahora conocido como Independence Square, donde erigió "un edificio adecuado" para ser utilizado como salón legislativo. Antes de 1729, la asamblea se reunía en una residencia privada. 
A Andrew Hamilton se le atribuye a menudo el diseño del Salón de la Independencia (entonces conocido como la Casa del Estado de Pensilvania). Es más probable que sus diseños fueran para la planificación inicial y que él no creó los planos finales. A partir de 1732, Edmund Woolley fue responsable del diseño final y la construcción de la Casa del Estado de Pensilvania, un proyecto que empleó a Woolley y sus aprendices hasta bien entrada la década de 1750. La casa del estado no se completó hasta después de la muerte de Hamilton, y su hijo y su yerno hicieron el traspaso de la tierra a la provincia. 
Por su trabajo legal que formalizó el testamento de William Penn en Londres de 1724 a 1726, los propietarios de Pensilvania otorgaron tierras a Hamilton en 1726 y 1729; La viuda de William Penn, Hannah Penn, y sus hijos, Richard Penn, Thomas Penn y John Penn. Hamilton también se tomó este tiempo para comprarle a Stephen Jackson una porción de tierra de Springettsburg Manor. Estos obsequios y compras sumaron 153 acres de tierra, por los cuales Hamilton recibió una patente en 1734.
La propiedad de Bush Hill contenía el terreno ahora delimitado por 12th Street hacia el este, 19th Street hacia el oeste, Vine Street hacia el sur y lo que ahora es Fairmount Avenue (pero que alguna vez fue Coates Street) hacia el norte. La mansión estaba ubicada en lo que ahora es el lado sur de Spring Garden Street, cerca del antiguo edificio de la Casa de la Moneda de Filadelfia.

## Vida posterior
Se cree que la esposa de Andrew Hamilton, Anne, murió alrededor del año 1736. Hamilton murió en su casa de campo de Bush Hill y al principio fue enterrado en esa propiedad. Después de la venta de su propiedad en la década de 1800, Hamilton y los restos de su familia fueron trasladados y enterrados en un mausoleo ubicado en Christ Church. El 6 de agosto, dos días después de la muerte de Hamilton, Benjamin Franklin publicó en su The Pennsylvania Gazette un editorial de agradecimiento al abogado y político.

## Familia y descendientes inmediatos
Durante los primeros años posteriores a su matrimonio, su esposa Anne tuvo varios hijos. Margaret Hamilton, su primera hija, nació en 1709. Alrededor de 1711, nació el segundo hijo y el primer hijo de Hamilton, James Hamilton ; luego se convirtió en alcalde de Filadelfia y gobernador de la colonia de Pensilvania. La Hamilton Watch Company recibió su nombre de James Hamilton, el propietario del sitio del Hamilton Watch Complex en Lancaster. En 1713 nació el último hijo de Hamilton, también llamado Andrew Hamilton.
Margaret Hamilton se casó con William Allen el 16 de febrero de 1734. William y Margaret tuvieron seis hijos juntos. Andrew Hamilton tenía una estrecha relación laboral con su yerno. Ambos trabajaron en los gobiernos de Filadelfia y Pensilvania. Junto con James Hamilton, adquirieron el terreno para la casa estatal, ahora Independence Hall, y el patio que la rodea.
Andrew Hamilton el joven se casó con Mary Till el 24 de diciembre de 1741. Era hija de William Till, un hombre de negocios de la nobleza terrateniente de Pensilvania y Delaware, y Mary Till, de soltera Lillingston, nietastra de Berkeley Codd. Era el abogado de Delaware a quien Andrew Hamilton mayor había enfrentado en la corte en 1712.

## Legado
Durante la Segunda Guerra Mundial, se encargó un buque clase Liberty al SS Andrew Hamilton en honor a Hamilton.